# Orri Vigfússon
Orri Vigfússon (10 de julho de 1942 - 1 de julho de 2017) foi um empresário e ambientalista islandês. O seu objetivo declarado era "restaurar a abundância de salmão selvagem que existia anteriormente em ambos os lados do Atlântico Norte".
Em 2004, a revista Time nomeou-o "Herói Europeu". Ele recebeu o Prémio Ambiental Goldman em 2007 pelos seus esforços para salvar espécies ameaçadas de extinção. Em 2008, ele foi eleito Senior Global Fellow para o Ashoka Fellowship.
Ele morreu no dia 1 de julho de 2017 em Reykjavik de cancro do pulmão aos 74 anos.
Mark Kurlansky dedicou o seu livro de 2020, Salmon, à memória de Orri Vigfússon.